# Musée Cognacq-Jay

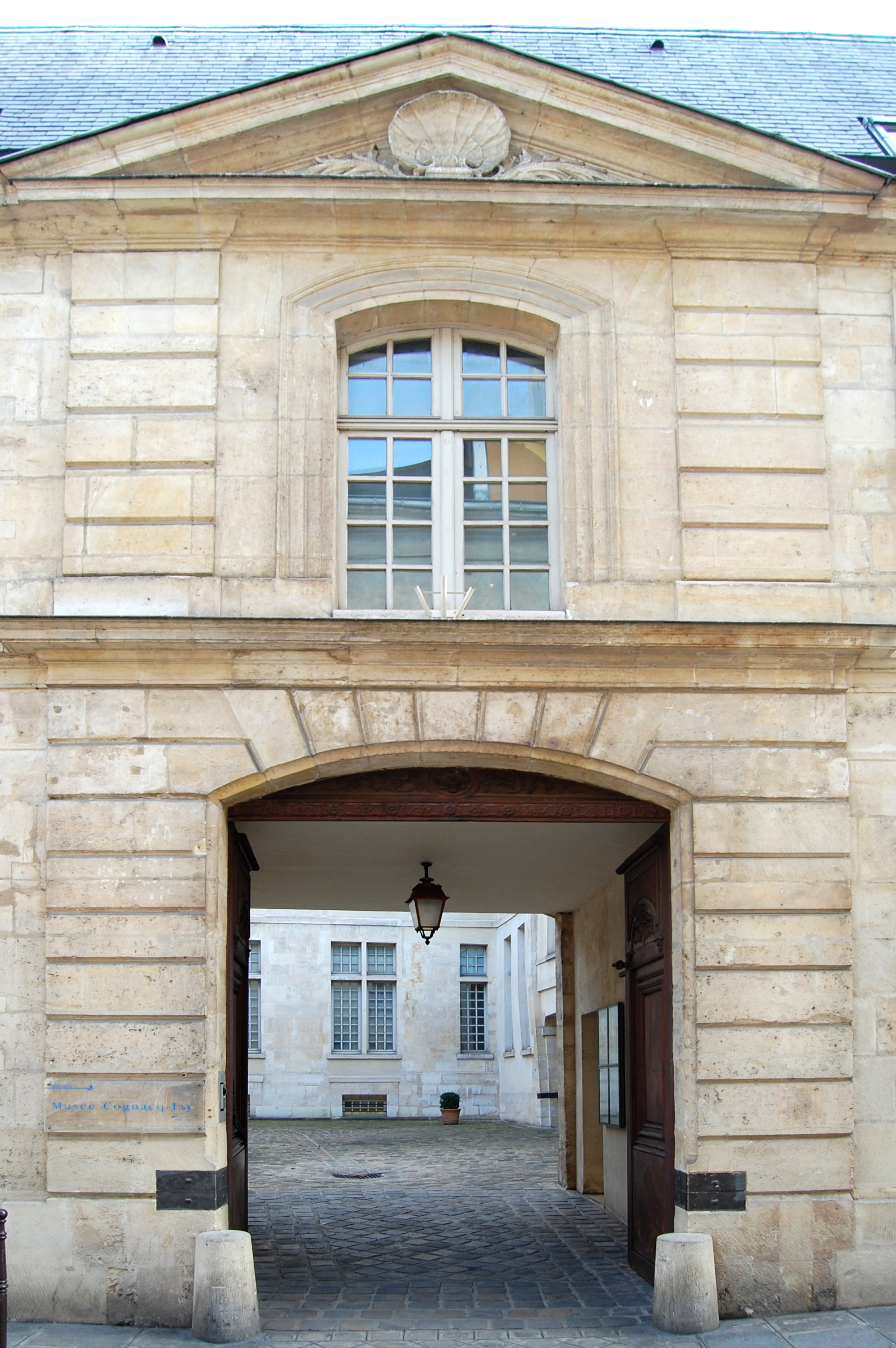
Hôtel Donon

Das Musée Cognacq-Jay ist ein auf Ernest Cognacq (1839–1928) und seine Ehefrau Marie-Louise Jaÿ (1838–1925) zurückgehendes Pariser Kunstmuseum. Es ist eines der 14 Museen der Stadt Paris, die seit dem 1. Januar 2013 von der städtischen Einrichtung Paris Musées verwaltet werden.
Die Gründer und Besitzer des Großwarenhauses La Samaritaine bauten zwischen 1900 und 1925 eine große Sammlung wertvoller Möbel und Kunstgegenstände auf. Da das Paar kinderlos war, schenkte Cognacq die Sammlung 1928 der Stadt Paris.
Die Sammlung umfasst unter anderem Werke von François Boucher, Jean-Honoré Fragonard, Jean-Baptiste Greuze, Maurice Quentin de La Tour, Thomas Lawrence, Hubert Robert, Giovanni Battista Tiepolo, und Jean-Antoine Watteau. Das Museum befand sich zunächst am Boulevard des Capucines und seit 1990 im Hôtel Donon, rue Elzévir nr. 8 im 3. Arrondissement.